# Thesium brachygyne
Thesium brachygyne är en sandelträdsväxtart som beskrevs av Schlechter. Thesium brachygyne ingår i släktet spindelörter, och familjen sandelträdsväxter. Inga underarter finns listade i Catalogue of Life.